# کاپیتان گروه
کاپیتان گروه (انگلیسی: Group captain)، یک رتبه افسر میدانی است که توسط برخی از نیروهای هوایی استفاده می‌شود، با منشأ نیروی هوایی سلطنتی. این رتبه توسط نیروهای هوایی بسیاری از اتحادیه مشترک‌المنافع استفاده می‌شود.
کاپیتان گروه بلافاصله بالاتر از فرمانده بال و بلافاصله پایین‌تر از کماندوی هوایی قرار دارد. این معمولاً معادل درجه ناخدا (درجه نظامی) در نیروی دریایی و سرهنگ در سایر نیروها است.
رتبه معادل در نیروی هوایی کمکی زنان، نیروی هوایی کمکی زنان استرالیا، نیروی هوایی سلطنتی زنان (تا سال ۱۹۶۸) و سرویس پرستاری نیروی هوایی سلطنتی پرنسس مری (تا سال ۱۹۸۰) «افسر گروه» بود.